# Expressão de Louvor
Expressão de louvor é o 7º álbum de estúdio do Grupo Logos, lançado de forma independente em 1989.
Contou com a produção musical do vocalista e compositor Paulo Cezar
Em 2019, foi eleito o 27º melhor álbum da década de 1980 em lista publicada pelo portal Super Gospel.

## Faixas
1. Expressão de Louvor
2. Senhor, Tu Estás Comigo
3. Sim, Eu Sou Feliz
4. Existe um Lugar
5. Rosa
6. Por Amor de Mim
7. Se confessarmos
8. Deus será Louvado

## Ficha Técnica
Arranjos Instrumentais:
- Alírio Misael (Se confessarmos/Sim, eu sou Feliz/Existe Um Lugar/Deus Será Louvado)
- Edielson Aureliano (Rosa)
- Roberto Mouzinho (Expressão de Louvor/Por Amor de Mim/Senhor, Tu Estás Comigo)

Instrumentistas:
- Alírio Misael - Teclados
- Dárcio - Baixo
- Edielson Aureliano - Violões (6 e 12 Cordas)/Bateria e Percussão Eletrônicas
- Humberto - Bateria
- Lazarini e Luís Lopes - Piano
- Roberto Mouzinho - Teclado/Piano/Violão (12 Cordas)/Guitarra

Instrumentos:
- Baixo Fender
- Baterias: PMC/SP-12 e RX-5 (Eletrônicas)
- Teclados: D-50/S-10/Emulador II/DX - 7 II/CZ- 101/Emax
- Piano Digital: MKS-20
- Guitarra: Gibson 335
- Violões: 06 Cordas - Di Giorgio e 12 Cordas - del Vecchio

Participações:
- Alexandre/Altamira/Léa/Helena/Mário/Ruy e Glauco - Cordas em "Senhor, Tu Está Comigo" e "Se Confessarmos"
- Gerson Araújo - Saxofone em "Rosa"
- Percussão - Julião
- Ronaldo Lark - Teclado "Por Amor de Mim"
- Arranjos Vocais: Roberto Mouzinho
- Vocalistas: Nilma, Vanja Lucélia, Roberto Mouzinho, Paulo Cezar e Marcos Elias (Ex-Componente)
- Participações: Paulinho e Keilah em "Expressão de Louvor" e "Sim, Eu Sou Feliz"

- Seleção Musical: Logos
- Capa: Paulo Cezar
- Composição: Beatriz Klingensmith
- Fotos: Paulo Cezar
- Estúdio de Gravação: Guidon - 24 Canais - São Paulo
- Técnicos: Edielson e Pepeu.
- Mixagem: Paulo Cezar, Roberto Mouzinho e Wesley Andrade
- Corte: Oswaldo e Paulo Torres - BMG - Ariola
- Direção Geral: Paulo Cezar
- Produção: Missão Evangélica Logos - Primeiro Semestre de 1989 - Logos 008